# Solimão ibne Cutalmiche
Solimão ou Suleimão, filho de Cutalmiche (em árabe: سليمان بن قتلمش; romaniz.: Sulayman bin Kutalmish ou Suleiman ibn Qutulmish) fundou um estado turco seljúcida na Anatólia e governou como sultão de Rum de 1077 até a sua morte em 1086.

## História

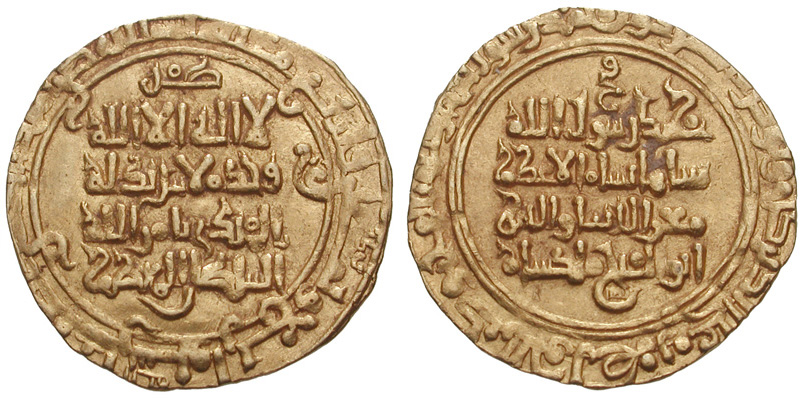
Dinar de ouro de Maleque Xá I r.

Solimão era filho de Cutalmiche, que lutou sem sucesso contra seu primo Alparslano pelo trono do Grande Império Seljúcida. Quando ele morreu, em 1064, Solimão fugiu com seus três irmãos para os montes Tauro e lá se abrigaram com as tribos turcomanas que viviam fora das fronteiras do império. Alparslano respondeu à ameaça lançando uma série de expedições punitivas contra elas. Dos quatro irmãos, apenas Solimão sobreviveu aos raides e conseguiu consolidar sua liderança sobre os turcomanos.
Em 1078, o imperador bizantino Miguel VII Ducas (r. 1071–1078) buscou o apoio de Solimão contra Nicéforo Botaniates, o estratego do Tema Anatólico, que havia desafiado o imperador pelo trono. Solimão interceptou uma pequena força de Botaniates entre Cotieu e Niceia e o usurpador o convenceu a se juntar a ele, oferecendo incentivos melhores do que o imperador. O golpe teve sucesso e, em retorno por seu apoio, os turcomanos de Solimão receberam permissão para se assentar no lado asiático do Bósforo, perto de Constantinopla.
Dois anos depois, Solimão apoiou um novo usurpador, Nicéforo Melisseno e foi este que abriu as portas de Niceia aos turcomanos, permitindo assim que Solimão tivesse uma base permanente. Toda a Bitínia logo caiu sob o controle de Solimão, o que lhe permitiu restringir as comunicações entre Constantinopla e seus antigos súditos na Anatólia. Em 1084, Solimão deixou Niceia, deixando seu parente, Abu Alcacim, encarregado do governo.
Solimão expandiu seu reino, mas foi morto perto de Antioquia em 1086 por Tutuxe I, o governante seljúcida da Síria. O filho de Solimão, Quilije Arslã I, foi capturado e Maleque Xá I o transferiu para Ispaã como refém. Não é claro se Tutuxe I matou Solimão por lealdade a Maleque Xá ou apenas para benefício próprio. Com a morte de Maleque Xá I, Quilije Arslã restabeleceu o Sultanato de Rum.